# DCユニバース (DCスタジオ)
DCユニバース（英: DC Universe）は、DCスタジオが製作する実写作品やアニメーション作品から構成されるフランチャイズ及びシェアード・ユニバース。略称は「DCU」。DCエクステンデッド・ユニバースを前身としており、DCエクステンデッド・ユニバースと同じくDCを原作としている。

## 沿革
2022年、ワーナーメディアとディスカバリーが統合し、ワーナー・ブラザース・ディスカバリーが設立され、デヴィッド・ザスラフがCEOの座についた。ザスラフはDCフランチャイズの改革に乗り出し、DCフィルムズに代わる「DCスタジオ」を設立、その共同会長兼CEOとしてジェームズ・ガンとピーター・サフランを任命した。そして、ワーナーの幹部のマイケル・デ・ルカ並びにパメラ・アルディから「ジェームズ・ガンとピーター・サフランがチームに加わり、DCユニバースの統括を担うことにこの上ないほど興奮している」との声明が出され、DCスタジオで「DCユニバース」と称される新たなDCフランチャイズが計画中であるらしいことが伝えられた。
2023年1月、DCスタジオは新たなDCコミックスの映像化作品10本とともに、今後8〜10年にわたる「DCユニバース」の計画の一部を発表した。DCユニバースはDCエクステンデッド・ユニバースを部分的にリブートする形で創られ、DCユニバースでは実写作品とアニメーション作品が結び付き、映画作品もテレビ作品もゲーム作品も同じ世界で絡み合い、キャラクターたちは一貫して同じ俳優が演じるという。ジェームズ・ガンはこの発表とともに「DCの歴史は滅茶苦茶だった」「自分に微笑んだクリエイターにパーティーの景品のようにIPを与えていた」と述べ、アローバース、DCエクステンデッド・ユニバース、スナイダーバース……と幾つものユニバースを並行して製作していたDC／ワーナーの前体制を批判した。この批判に関連して、デヴィッド・ザスラフも2022年11月に「今後はバットマンが4人もいたりしない」と述べている。
もっとも、DCユニバースの最初の10作品の中にはバットマンの作品もスーパーマンの作品もあるが、それらとは別にマット・リーヴス監督のバットバースやタナハシ・コーツ脚本のスーパーマンの新作映画も「DCエルスワールズ」作品として引き続き製作される。

## チャプター1より前の作品
下記の作品は、DC／ワーナーの前体制下でDCエクステンデッド・ユニバースに属すものとして製作が始まったが、ピーター・サフラン曰く「素晴らしい作品」である為、DCユニバースの計画にも組み込まれることとなった。
『ピースメイカー』シーズン1
2022年1月13日配信開始。DCコミックスの「ピースメイカー」に基づくテレビシリーズ。
ジェームズ・ガンはポッドキャストにて「ピースメイカーのシーズン1のほとんどの内容を正史です」と語っている。
『ザ・フラッシュ』
2023年6月16日公開。DCコミックスの「フラッシュ（バリー・アレン）」に基づく映画。
ジェームズ・ガンは本作を「全てをリセットする」ものだと予告している。
主演のエズラ・ミラーは映画公開前の数年間で暴行・侵入・窃盗など多数の事件・騒動を起こしていたが、ピーター・サフランはエズラ・ミラーがその後謝罪をしてメンタルヘルスの治療に取り組み始めたことを踏まえ、「エズラが現在歩んでいる旅を全面的に支える」「話し合いができる時が来たら皆で最善の道を見つけ出す」と、直ちにエズラ・ミラーを降板させる考えはないことを述べた。
『ブルービートル』
2023年8月18日米公開。DCコミックスの「ブルービートル（ハイメ・レイエス）」に基づく映画。ジェームズ・ガンはDCU最初のキャラクターはブルービートルだと回答した。
『アクアマン/失われた王国』
2024年1月12日公開。映画『アクアマン』の続編映画。
なお、映画『ブラックアダム』は上記の作品と同じくDC／ワーナーの前体制下で製作が始まり、ワーナー・ブラザース・ディスカバリーの下で製作が続けられて公開に至った作品だが、DCユニバースの計画に組み込まれない。
また、上記の作品以外でDCユニバースの計画始動前から製作されていた作品は、「DCエルスワールズ」と銘打たれて引き続き製作されるものもあるが、パティ・ジェンキンス監督による『ワンダーウーマン 1984』の続編など、大半は製作中止となった。

## 映画

### 長編映画
| #                                | 作品名                   | 公開日                   | 監督                   | 脚本                                  |
| チャプター 1                     | チャプター 1             | チャプター 1             | チャプター 1           | チャプター 1                          |
| -------------------------------- | ------------------------ | ------------------------ | ---------------------- | ------------------------------------- |
| 1                                | スーパーマン Superman    | 2025年7月11日            | ジェームズ・ガン       | ジェームズ・ガン                      |
| 2                                | Supergirl                | 2026年6月26日            | クレイグ・ギレスピー   | アナ・ノゲイラ                        |
| 3                                | Clayface                 | 2026年9月11日            | ジェームズ・ワトキンス | マイク・フラナガン                    |
| 4                                | Dynamic Duo              | 2028年6月20日            | -                      | -                                     |
|                                  | The Brave and The Bold   | -                        | アンディ・ムスキエティ | アンディ・ムスキエティ ロド・サヤゲス |
| Swamp Thing                      | ジェームズ・マンゴールド | ジェームズ・マンゴールド |                        |                                       |
| The Authority                    | -                        | -                        |                        |                                       |
| TBA                              |                          |                          |                        |                                       |
|                                  | Wonder Woman             | -                        | -                      | アナ・ノゲイラ                        |
| Sgt. Rock                        | ジャスティン・クリツケス | -                        | -                      |                                       |
| Teen Titans                      | アナ・ノゲイラ           | -                        | -                      |                                       |
| Untitled Bane & Deathstroke film | マシュー・オートン       | -                        | -                      |                                       |
| Untitled Mister Terrific film    | -                        | -                        | -                      |                                       |

### 短編映画
| #            | 作品名                | 公開日        | 監督                 | 脚本                 | 配信局       |
| チャプター 1 | チャプター 1          | チャプター 1  | チャプター 1         | チャプター 1         | チャプター 1 |
| ------------ | --------------------- | ------------- | -------------------- | -------------------- | ------------ |
| 1            | Krypto Saves the Day! | 2025年8月14日 | ライアン・クレイマー | ライアン・クレイマー | YouTube      |

## テレビシリーズ
| シリーズ名                                    | シーズン    | 話数        | ショーランナー                              | 脚本                                               | 配信日（米国） | 配信日（米国） |
| シリーズ名                                    | シーズン    | 話数        | ショーランナー                              | 脚本                                               | シーズン初回   | シーズン最終回 |
| チャプター1                                   | チャプター1 | チャプター1 | チャプター1                                 | チャプター1                                        | チャプター1    | チャプター1    |
| --------------------------------------------- | ----------- | ----------- | ------------------------------------------- | -------------------------------------------------- | -------------- | -------------- |
| クリーチャー・コマンドーズ Creature Commandos | 1           | 7話         | ディーン・ローリー                          | ジェームズ・ガン                                   | 2024年12月5日  | 2025年1月9日   |
| ピースメイカー Peacemaker                     | 2           | 8話         | ジェームズ・ガン                            | ジェームズ・ガン                                   | 2025年8月22日  | -              |
| Lanterns                                      | 1           | 8話         | クリス・マンディ                            | クリス・マンディ デイモン・リンデロフ トム・キング | 2026年5月      | -              |
| Waller                                        | 1           | -           | クリスタル・ヘンリー ジェレミー・カーヴァー | ジェレミー・カーヴァー                             | -              | -              |
| Booster Gold                                  | 1           | -           | -                                           | デヴィッド・ジェンキンス                           | -              | -              |
| Paradise Lost                                 | 1           | -           | -                                           | -                                                  | -              | -              |
| TBA                                           |             |             |                                             |                                                    |                |                |
| クリーチャー・コマンドーズ Creature Commandos | 2           | 7話         | -                                           | -                                                  | -              | -              |
| Blue Beetle                                   | 1           | -           | -                                           | -                                                  | -              | -              |
| Untitled Jimmy Olsen Series                   | 1           | -           | -                                           | -                                                  | -              | -              |

## DCエルスワールズ
下記の作品は、「DCエルスワールズ」(DC Elseworlds)と銘打たれ、DCユニバースと並行して製作されるが、それとは別の世界を舞台としている。

### バットマン・エピック・クライム・サーガ
DCコミックスの「バットマン」に基づくマット・リーヴス監督の映画『THE BATMAN-ザ・バットマン-』から始まるザ・バットマン三部作とその派生作品で構成されるシリーズ。

#### 三部作
| 作品名                                | 公開日                     | 監督             | 脚本                                  |
| ------------------------------------- | -------------------------- | ---------------- | ------------------------------------- |
| THE BATMAN-ザ・バットマン- The Batman | 2022年3月11日 2022年3月4日 | マット・リーヴス | マット・リーヴス ピーター・クレイグ   |
| The Batman Part Ⅱ                     | 2027年10月1日              | マット・リーヴス | マット・リーヴス マットソン・トムリン |

#### テレビシリーズ
| シリーズ名                            | シーズン | 話数 | ショーランナー     | 配信開始日    |
| ------------------------------------- | -------- | ---- | ------------------ | ------------- |
| THE PENGUIN-ザ・ペンギン- The Penguin | 1        | 8話  | ローレン・レフラン | 2024年9月19日 |

#### アメリカン・コミック
『リドラー：イヤーワン』 (The Riddler: Year One)
2022年10月25日から2023年4月26日にかけて刊行。リドラーことエドワード・ナッシュトンを主役とするコミックで、映画『THE BATMAN-ザ・バットマン-』で同役を演じたポール・ダノが物語を執筆。映画『THE BATMAN-ザ・バットマン-』の前日譚に当たる。

### ジョーカー・シリーズ
トッド・フィリップス監督の映画『ジョーカー』とその続編で構成される2部作映画。
| 作品名                                          | 公開日                       | 監督                 | 脚本                                      |
| ----------------------------------------------- | ---------------------------- | -------------------- | ----------------------------------------- |
| ジョーカー Joker                                | 2019年10月4日                | トッド・フィリップス | トッド・フィリップス スコット・シルヴァー |
| ジョーカー:フォリ・ア・ドゥ Joker: Folie à Deux | 2024年10月11日 2024年10月4日 | トッド・フィリップス | トッド・フィリップス スコット・シルヴァー |

### その他
『スーパーマン&ロイス』
DCコミックスの「スーパーマン」と「ロイス・レイン」に基づく実写テレビシリーズ。
『ティーン・タイタンズGO!』
DCコミックスの「ティーン・タイタンズ」に基づくアニメイテッド・テレビシリーズ。
『タイトル未定のスーパーマン作品』
バッド・ロボット・プロダクションズが製作し、タナハシ・コーツが脚本を手掛ける、DCコミックスの「スーパーマン」に基づく映画。
DCスタジオの設立前から製作されていた作品のうちの一つ。